# Jaroslav Stec'ko
Jaroslav Semenovič Stec'ko (in ucraino Ярослав Стецько?, traslitterazione anglosassone: Jaroslav Semenovich Stetsko; Tarnopol, 19 gennaio 1912 – Monaco di Baviera, 5 luglio 1986) è stato un politico ucraino, leader dell'Organizzazione dei Nazionalisti Ucraini (OUN) di Stepan Bandera, dal 1968 fino alla sua morte. Durante l'Operazione Barbarossa, l'invasione nazista dell'Unione Sovietica nel 1941, fu autoproclamato capo temporaneo di un governo ucraino indipendente dichiarato da Bandera con l'atto di restaurazione dello Stato ucraino. Stec'ko fu il capo del Blocco antibolscevico delle nazioni dal momento della sua fondazione fino al 1986, anno della sua morte.

## Biografia

### Infanzia
Stec'ko nacque il 19 gennaio 1912 a Tarnopol, Impero austro-ungarico (oggi Ternopil', Ucraina ) nella famiglia di un prete cattolico ucraino. Suo padre, Semen, e sua madre, Teodoziya, nata Chubaty, lo incoraggiarono a perseguire un'istruzione superiore. Jaroslav si diplomò al liceo di Ternopil e in seguito studiò legge e filosofia alle università di Cracovia e Leopoli, diplomandosi nel 1934.

### Attività giovanili
Jaroslav Stec'ko fu attivo nelle organizzazioni nazionaliste ucraine sin dalla tenera età. Era un membro di tre organizzazioni separate: "Ukrayinska Natsionalisatychna Molod'" (gioventù nazionalista ucraina; in ucraino Українська Націоналістична Молодь?) nella quale divenne membro dell'esecutivo nazionale nel 1932, Organizzazione militare ucraina (UVO) ( in ucraino Українська Військова Організація?) e infine l'Organizzazione dei Nazionalisti Ucraini (OUN) ( in ucraino Організація Українських Націоналістів?). 
A causa delle sue attività anti-polacche e dell'assassinio di Bronislaw Piernacki da parte di nazionalisti ucraini, Stec'ko fu arrestato dalle autorità polacche nel 1934 e condannato a 5 anni di carcere. La pena fu ridotta e Stec'ko fu rilasciato nel 1937 con un'amnistia generale.

## Seconda guerra mondiale

### I nazisti e l'OUN
Secondo l'Accademia nazionale delle scienze dell'Ucraina e altre fonti, i leader dell'OUN ebbero alcuni incontri con i capi dell'intelligence della Germania nazista, riguardo alla formazione dei battaglioni "Nachtigall" e "Roland". In primavera  l'OUN ricevette 2,5 milioni di marchi per attività sovversive all'interno dell'URSS.

### Operazione Barbarossa
Il 30 giugno 1941 Stec'ko proclamò a Leopoli la formazione di un Governo Nazionale Ucraino che "collaborerà strettamente con la Germania nazionalsocialista, sotto la guida del suo leader Adolf Hitler che sta formando un nuovo ordine in Europa e nel mondo" - come affermato nel testo dell'"Atto di restaurazione dello Stato ucraino". Stec'ko si congratulò con Hitler per le sue vittorie, sostenendo che avrebbero portato la sua "Nuova Europa" a espandersi verso est. I funzionari della Gestapo e dell'Abwehr proteggevano i seguaci di Bandera, poiché entrambe le organizzazioni intendevano usarli per i propri scopi.
Il 5 luglio, il leader dell'OUN-B Bandera fu posto agli arresti onorari a Cracovia, e trasportato a Berlino il giorno successivo. Il 14 luglio fu rilasciato, ma gli fu imposto di rimanere a Berlino. Il 12 luglio 1941 fu raggiunto a Berlino dal suo vice Jaroslav Stec'ko, che i tedeschi avevano trasferito da Leopoli dopo un tentativo fallito di ignoti di assassinarlo. Tra luglio e agosto entrambi presentarono numerose proposte di cooperazione a diverse istituzioni naziste (Oberkommando der Wehrmacht, Reichssicherheitshauptamt ecc.) e comunicarono liberamente con i loro esponenti. Dopo l'assassinio di due membri chiave dell'OUN di Melnyk, che si dice fossero stati eseguiti da membri dell'OUN-B, Bandera e Stec'ko furono detenuti nella prigione centrale di Berlino a Spandau dal 15 settembre 1941 al gennaio 1942, quando furono trasferiti alla caserma speciale del campo di concentramento di Sachsenhausen per i prigionieri politici di alto profilo, Zellenbau.
Nell'aprile 1944 Stepan Bandera e il suo vice Jaroslav Stec'ko furono avvicinati da Otto Skorzeny per discutere i piani per deviazioni e sabotaggio contro l'esercito sovietico.
Nel settembre 1944 Stec'ko e Stepan Bandera furono rilasciati dalle autorità tedesche nella speranza che avrebbero spinto la popolazione locale a combattere l'avanzata dell'esercito sovietico. Con il consenso tedesco, Bandera stabilì il suo quartier generale a Berlino. I tedeschi rifornirono l'OUN-B e l'Esercito Insurrezionale Ucraino (UPA) per via aerea di armi e attrezzature. Anche il personale e gli agenti tedeschi incaricati e addestrati a condurre attività terroristiche e di intelligence dietro le linee sovietiche, così come alcuni leader dell'OUN-B, furono trasportati per via aerea fino all'inizio del 1945.
Nell'aprile 1945 Stec'ko fu gravemente ferito durante un attacco aereo alleato su un convoglio militare nazista in Boemia.

### Antisemitismo
Nell'agosto 1941 Stec'ko avrebbe scritto la sua autobiografia. Era indirizzata alle autorità tedesche e conteneva diversi notevoli passaggi antisemiti; in particolare affermava di considerare il marxismo un prodotto del pensiero ebraico, messo in pratica dal popolo moscovita-asiatico con l'assistenza ebraica, e che Mosca e gli ebrei fossero i portatori delle idee internazionali dei bolscevichi. Affermava che sebbene considerasse Mosca piuttosto che gli ebrei il principale nemico dell'Ucraina imprigionata, sosteneva l'idea del ruolo dannoso degli ebrei nella riduzione in schiavitù dell'Ucraina da parte di Mosca. Alla fine dichiarava di appoggiare lo sterminio degli ebrei e la razionalità dei metodi tedeschi di sterminio, invece di assimilarli. Taras Hunczak tuttavia ha messo in dubbio la veridicità del documento.

## Dopo la guerra
Stec'ko continuò a essere molto attivo politicamente anche dopo la seconda guerra mondiale. Nel 1968 divenne capo dell'OUN-B. Divenne anche membro del consiglio della "World Anti-Communist League".

### Blocco antibolscevico delle nazioni
Nel 1946 Stec'ko guidò la creazione di una nuova organizzazione antisovietica, il Blocco Antibolscevico delle Nazioni (ABN), di cui fu presidente fino alla sua morte.

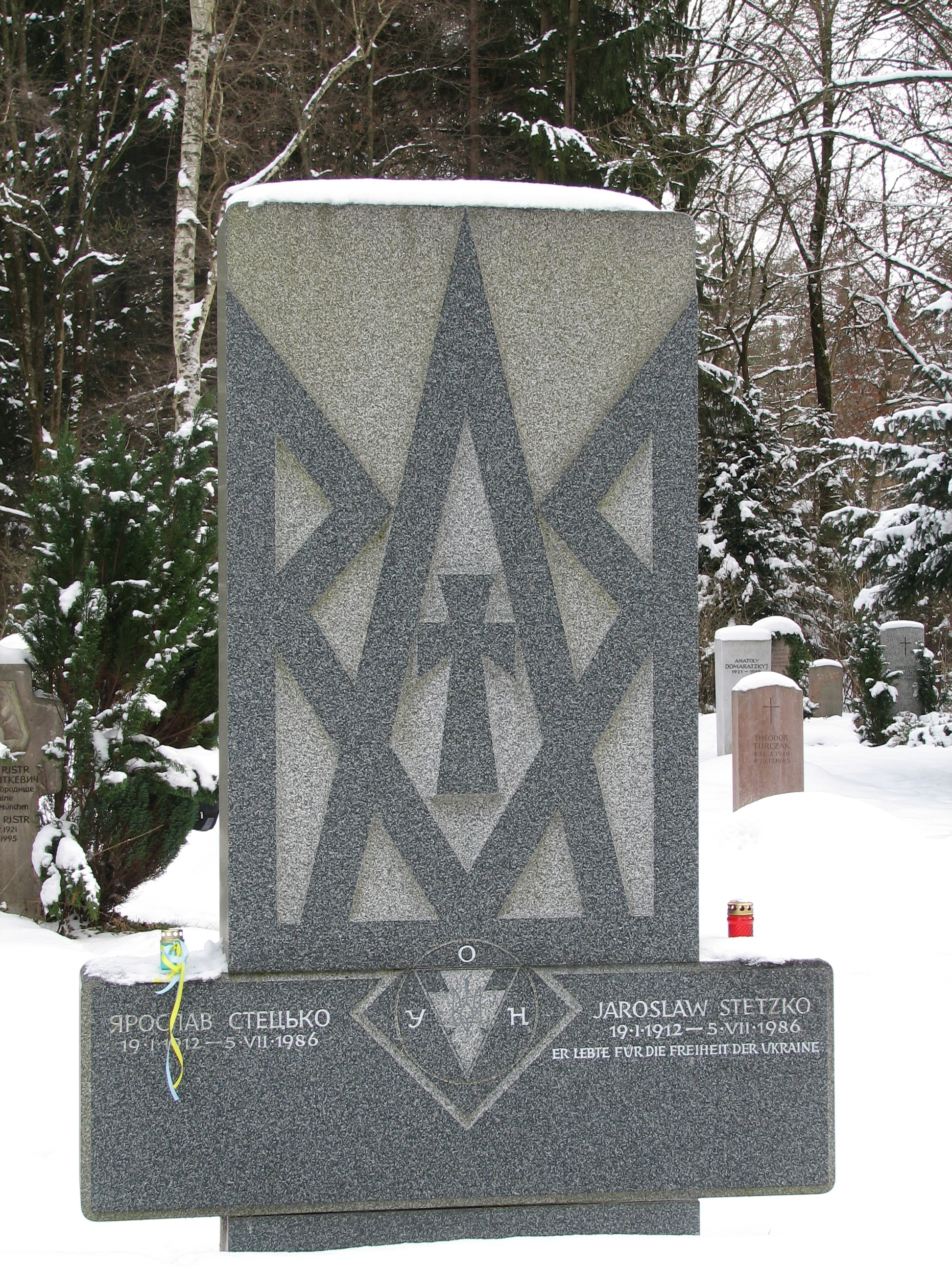
Tomba di Jaroslav Stec'ko

## Morte

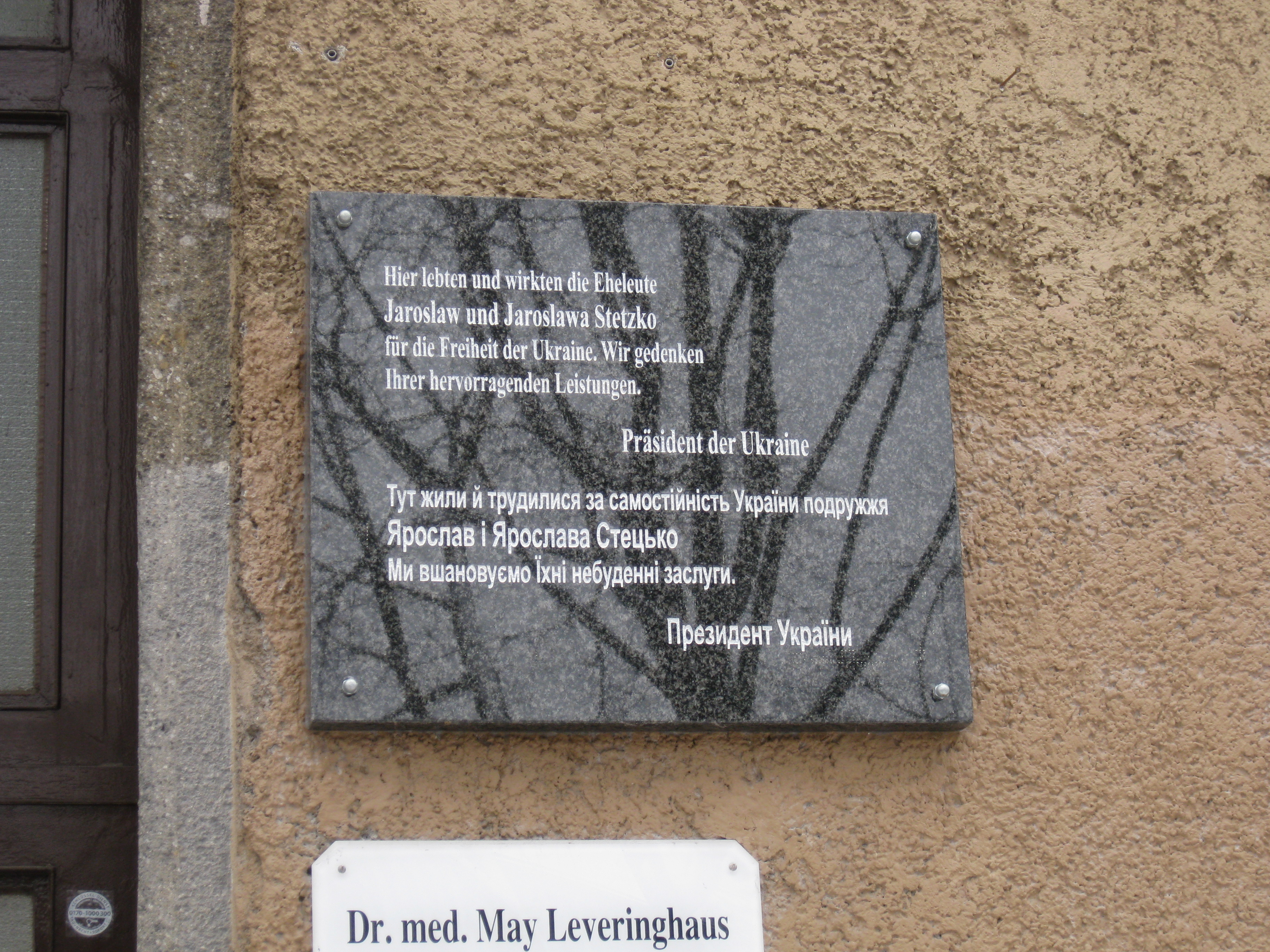
Targa commemorativa per Jaroslav Stec'ko e sua moglie a Monaco di Baviera, Zeppelinstrasse

Il 5 luglio 1986 Jaroslav Stec'ko morì a Monaco di Baviera, in Germania. Aveva 74 anni; fu sepolto nel Waldfriedhof di Monaco.

## Eredità
Il libro di Stec'ko "Due rivoluzioni" (1951) è la pietra angolare dell'ideologia del partito neonazista Svoboda. L'essenza di questa dottrina è: "la rivoluzione non si concluderà con l'istituzione dello Stato ucraino, ma continuerà per stabilire pari opportunità per tutte le persone di creare e condividere valori materiali e spirituali e in questo senso la rivoluzione nazionale è anche sociale”.
Nel 2010, su iniziativa di Viktor Juščenko, è stata montata una targa per Jaroslav Stec'ko nella sua casa in Zeppelinstraße 67 a Monaco di Baviera.